# Pregled:Biologija
Biologija je prirodna znanost, koja proučava život. Područja fokusa uključuju strukturu, funkciju, rast, podrijetlo, evoluciju, distribuciju i taksonomiju. Složenost i različitost živih bića i životnih pojava uvjetovala je veliku raznolikost pristupa i nastanak posebnih bioloških disciplina s određenim istraživačkim problemima, interesima i ciljevima.

## Pregled
- Biologija
- Znanost
- Život
  - Svojstva: prilagodba – metabolizam – rast – homeostaza – reprodukcija – podražaj
- Biološka organizacija: atom – molekula – stanica – tkivo – organ – organski sustav – organizam – populacija – zajednica – ekosustav – biosfera

- Biologija kao znanost:
  - Prirodna znanost
  - Znanstvena metoda: opažanje – istraživačko pitanje – hipoteza – provjerljivost – predviđanje – eksperiment – podaci – statistika
  - Znanstvena teorija – znanstveni zakon
- Povijest biologije

## Kemijska osnova
- Atomi i molekule
  - materija – element – atom – proton – neutron – elektron– Bohrov model atoma – izotop – kemijska veza – ionska veza – ioni – kovalentna veza – vodikova veza – molekula
- Voda:
  - svojstva vode – otapalo – kohezija – površinska napetost – adhezija – pH
- Organski spojevi:
  - ugljik – ugljik-ugljik veze – ugljikovodik – monosaharidi – aminokiseline – nukleotid – funkcionalna skupina – monomer – adenozin trifosfat (ATP) – lipidi – ulja – šećer – vitamini – neurotransmiter – vosak
- Makromolekule:
  - polisaharidi: celuloza – ugljikohidrati – hitin – glikogen – škrob
  - proteini: primarna struktura proteina – sekundarna struktura proteina – tercijarna struktura proteina – struktura proteina – savijanje proteina – enzim – receptor – transmembranski receptor – ionski kanal – membranski transporter – kolagen – pigmenti: klorofil – karotenoidi – ksantofil – melanin – prion
  - lipidi: stanična membrana – masti – fosfolipidi
  - nukleinske kiseline: DNA – RNA

## Stanica
- Struktura stanice:
  - Naziv stanica, skovao Robert Hooke
  - Tehnike: stanična kultura – mikroskop – svjetlosni mikroskop – elektronska mikroskopija – pretražni elektronski mikroskop – transmisijski elektronski mikroskop
  - Organele: citoplazma – vakuola – peroksisom – plastid
  - Stanična jezgra
  - Nukleoplazma – jezgra – kromatin – kromosom
  - Endomembranski sustav
  - Jezgrina ovojnica – endoplazmatski retikulum – Golgijev aparat – vezikula – lizosom
  - Graditelji energije: mitohondrij i kloroplast
- Biološke membrane:
  - Plazma membrana – membrana mitohondrija – membrana kloroplasta
- Ostale subcelularne značajke: stanična membrana – pseudopod – citoskelet – diobeno vreteno – bič – cilija
  - Stanični transport: difuzija – osmoza – tonija – aktivni transport – fagocitoza
  - Stanična reprodukcija: citokineza – centromera – mejoza
  - Nuklearna reprodukcija: mitoza – interfaza – profaza – metafaza – anafaza – telofaza
  - programirana stanična smrt – apoptoza – starenje
- Metabolizam:
  - enzim - energija aktivacije - proteoliza – kooperativnost
- Stanično disanje
  - Glikoliza – kompleks piruvat dehidrogenaze – ciklus limunske kiseline – transportni lanac elektrona – fermentacija
- Fotosinteza
  - svijetla faza fotosinteze – Calvinov ciklus
- Stanični ciklus
  - mitoza – kromosom – haploid – diploid – poliploidija – profaza – metafaza – anafaza – citokineza – mejoza

## Genetika
- Nasljeđivanje
  - nasljeđe – Mendelovi zakoni – gen – genski lokus – fenotipska osobina – alel – polimorfizam – homozigot – heterozigot – hibrid – hibridizacija – dihibridno križanje – Punnettov kvadrat – inbriding
  - razlika genotip–fenotip – genotip – fenotip – dominantni gen – recesivni gen
  - genetske interakcije – Mendelovi zakoni – genetski mozaik – majčinski učinak – komplementarnost – supresija – epistaza – vezani geni
  - Modelni organizmi: Drosophila – Arabidopsis – Caenorhabditis elegans – miš – Saccharomyces cerevisiae – Escherichia coli – Xenopus – kokoš – zebrica – Ciona intestinalis – lancelet
  - Tehnike: genetski ekran – mapa povezanosti – genetička mapa
- DNK
  - Dvostruka spirala nukleinske kiseline
  - Nukleobaza: adenin (A) – citozin (C) – gvanin (G) – timin (T) – uracil (U)
  - replikacija DNK – mutacija – brzina mutacije – korektura – popravak nepodudarnosti DNA – točkasta mutacija – crossing over – genska rekombinacija – plazmid – transpozon
- Genski izražaj
  - Središnja dogma molekularne biologije: nukleosom – genski kod – kodon – faktor transkripcije – transkripcija – translacija – RNK – histon – telomera
  - heterokromatin – promotor – RNK polimeraza
  - Biosinteza proteina – ribosomi
- Regulacija gena
  - operon – aktivator –  represor – korepresor – pojačivač – alternativno izrezivanje
- Genom
  - Sekvenciranje DNK – visokoproduktivno sekvenciranje – bioinformatika
  - Proteom – proteomika – metabolom – metabolomika
  - DNK test očinstva
- Biotehnologija
  - DNK otisak prsta – genetski otisak prsta – mikrosatelit – izbacivanje gena – genomski utisak – interferencija RNK - genomika – računalna biologija – bioinformatika – gel elektroforeza – transformacija – lančana reakcija polimeraze – PCR mutageneza – početnica – kromosomsko hodanje – RFLP – restrikcijski enzim – sekvenciranje – kloniranje – mikrobiološka kultura – DNA mikronizovi – elektroforeza – proteinska oznaka – afinitetna kromatografija – rendgenska difrakcija – proteomika – spektrometrija mase
- Geni, razvoj i evolucija
  - Apoptoza
  - Model francuske zastave
  - Evo-devo genski alat
  - Transkripcijski čimbenik

## Evolucija
- Evolucijski procesi
  - evolucija
  - mikroevolucija: adaptacija – selekcija – prirodna selekcija – usmjerena selekcija – spolna selekcija – genetski drift – spolno razmnožavanje – nespolno razmnožavanje – kolonija – frekvencija alela – neutralna teorija molekularne evolucije – populacijska genetika – Hardy–Weinbergov princip
- Specijacija
  - Vrsta
- Filogenija
  - Granjanje (evolucija) – evolucijsko stablo – kladistika – vrsta – takson – kladus – monofiletizam – polifilija – parafilija – nasljednost – fenotipska osobina – sekvenca nukleinske kiseline – sinapomorfija – homologija – molekularni sat – kladistika – filogenetika – računalna filogenetika
  - Linnaeova taksonomija: Carl Linnaeus – domena – carstvo – koljeno – razred – red – porodica – rod – vrsta
  - Sustav od tri domene: arheje – bakterije – eukarioti – protisti – gljive – biljke – životinje
  - Dvojno nazivlje: taksonomija – Homo sapiens
- Evolucijska povijest života
  - Abiogeneza – organizacijska ljestvica živog svijeta – Miller-Ureyev eksperiment
  - Makroevolucija: adaptivno zračenje – konvergentna evolucija – izumiranje – masovno izumiranje – fosil – tafonomija – geološko razdoblje – tektonika ploča – pomicanje kontinenata – vikarijancija – Gondvana – Pangea – endosimbioza

## Raznolikost
- Bakterije i arheje
- Protisti
- Raznolikost biljaka
  - Zelene alge: Chlorophyta, Charophyta
  - Mahovnjače: Marchantiophyta, Anthocerotophyta, Mahovina
  - Pteridofiti: Lycopodiophyta, Polypodiophyta
  - Sjemenjače: Cycadophyta, Ginkgophyta, Pinophyta, Gnetophyta, Magnoliophyta
- Gljive: kvasac – plijesan – gljiva

- Raznolikost životinja
  - Beskralježnjaci:
  - spužva – žarnjaci – koralj – meduza – hidra – moruzgve
  - plošnjaci – oblići
  - člankonošci: rakovi – kliještari – kolutićavci – paučnjaci – kukci – stonoge – mekušci
  - Kralježnjaci:
  - ribe: besčeljusnjače – hrskavičnjače– koštunjače
  - tiktaalik
  - tetrapodi
  - vodozemci
  - gmazovi
  - ptice
  - ptice neletačice – ptice letačice – dinosauri
  - sisavci
  - viši sisavci: primati
  - tobolčari
  - jednootvori
- Virusi
  - DNK virusi – RNK virusi – retrovirusi

## Oblik i funkcija biljaka
- Tijelo biljke
  - Organski sustavi: korijen – izdanak – stabljika – list – cvijet
- Ishrana i transport bilja
  - Provodno tkivo – kora – kasparijska traka – turgor – ksilem – floem – transpiracija – drvo – deblo
- Razvoj biljaka
  - tropizam – taksija
  - sjeme – kotiledon – meristem – apikalni meristem – kambij – pluto
  - izmjena generacija – gametofit – anteridij – arhegonij – sporofit – spora – sporangij
- Razmnožavanje biljaka
  - kritosjemenjače – cvijet – razmnožavanje – oprašivanje – samooprašivanje – nektar – pelud
- Reakcije biljaka
  - biljni hormon – plod – toksin – oprašivač – fototropizam – skototropizam – fototropin – fitokrom – auksin – fotoperiodizam – gravitacija

## Oblik i funkcija životinja
- Opće značajke: morfologija – anatomija – fiziologija – biološka tkiva – organ – sustav organa
- Ravnoteža vode i soli
  - Tjelesna tekućina: osmotski tlak – ionski sastav – volumen
  - Difuzija – osmoza – toničnost – natrij – kalij – kalcij – klorid
  - Izlučivanje
- Prehrana i probava
  - Probavni sustav: želudac – crijevo – jetra – prehrana  - metabolizam – bubrezi
- Disanje
  - Dišni sustav: pluća
- Cirkulacija
- Krvožilni sustav: srce – arterija – vena – kapilara – krv – krvna stanica
  - Limfni sustav: limfni čvor
- Mišići i kretanje
  - Skeletni sustav: kost – hrskavica – zglob – tetiva
  - Mišićni sustav: mišić – aktin – miozin – refleks
- Živčani sustav
  - Neuron – dendrit – akson – živac – elektrokemijski gradijent – elektrofiziologija – akcijski potencijal – transdukcija signala – sinapsa – receptor
  - Središnji živčani sustav: mozak – leđna moždina
  - Limbički sustav – pamćenje – vestibularni sustav
  - Autonomni živčani sustav
  - Osjetilni sustav: oko – vid – sluh – propriocepcija – njuh
- Pokrovni sustav: koža
- Hormonska kontrola
  - Endokrini sustav: hormon
- Razmnožavanje životinja
  - Reproduktivni sustav: testis – jajnik – trudnoća
- Razvoj životinja
  - matične stanice – blastula – gastrula – jaje – fetus – posteljica – gameta – spermatid – jajna stanica – zigota – embrij – stanična diferencijacija – morfogeneza – homeoboks
- Imunološki sustav
  - antitijela – domaćin – cjepivo – leukociti – AIDS – T-limfocit – leukocit
- Ponašanje životinja
  - Ponašanje: parenje – komunikacija životinja – migracija (ekologija)